# Ronde cévenole
La Ronde cévenole est un rallye automobile, organisé jusqu'en 1998, qui se disputait autour du Vigan sous forme d'une boucle de 40 km à parcourir dix fois, comprenant le col de la Lusette et le col des Mourèzes.

## Histoire
Dans ses heures de gloire, il compta pour le Championnat de France des rallyes, mais aussi pour le championnat d'Europe sous l'appellation Rallye des Garrigues.
Jean-Claude Andruet détient le record de l'épreuve avec huit succès. L'Italien Ignazio Giunti est le seul pilote étranger à l'avoir remportée.
1997 vit la victoire de Patrick Magaud, sur Citroën Saxo Kit-Car.
La dernière édition, en 1998, est remportée par Jean-François Mourgues sur Subaru Impreza GrA. Le cévenol déjà leader temporaire en 1987 et 1993 s'impose enfin sur ses terres.
L'épreuve se court maintenant en épreuve « historique », et la 7e édition a eu lieu au départ du Vigan les 16 et 17 avril 2011.

## Palmarès de l'épreuve
| Année | Pilote                 | Copilote           | Voiture                 |
| ----- | ---------------------- | ------------------ | ----------------------- |
| 1998  | Jean-François Mourgues | Guilhem Zazurca    | Subaru Impreza GrA      |
| 1997  | Patrick Magaud         | Guylène Brun       | Citroën Saxo Kit-Car    |
| 1996  | Gilles Panizzi         | Hervé Panizzi      | Peugeot 306 Maxi        |
| 1995  | Patrick Bernardini     | Jean-Marc Andrié   | Ford Escort RS Cosworth |
| 1994  | Patrick Bernardini     | Catherine François | Ford Escort RS Cosworth |
| 1993  | Bernard Béguin         | Jean-Paul Chiaroni | Ford Escort RS Cosworth |

De 1980 à 1992 : Rallye des Garrigues - championnat d'Europe:
- 1992 - Bernard Béguin / Jean-Paul Chiaroni sur Ford Sierra Cosworth 4x4;
- 1991 - Fabrizio Tabaton / Maurizio Imerito sur Lancia Delta HF Integrale 16v;
- 1990 - François Chatriot / Michel Périn sur BMW M3;
- 1989 - Bruno Saby / Daniel Grataloup sur Lancia Delta HF Integrale;
- 1988 - François Chatriot / Michel Périn sur BMW M3;
- 1987 - Alain Oreille / Sylvie Oreille sur Renault 11 Turbo;
- 1986 - François Chatriot / Michel Périn sur Renault 5 Maxi Turbo;
- 1985 - Guy Fréquelin / Jean-François Fauchille sur Opel Manta 400;
- 1984 - Jean-Claude Andruet / Rick sur Lancia Rally 037;
- 1983 - Guy Fréquelin / Jean-François Fauchille sur Opel Manta 400;
- 1982 - Bruno Saby / Françoise Sappey sur Renault 5 Turbo;
- 1981 - Michèle Mouton / Annie Arii sur Audi Quattro;
- 1980 - Jean-Luc Thérier / Michel Vial sur Toyota Celica 2000GT;

De 1970 à 1980 : championnat de France (D1):
- 1979 - Jean Claude Andruet (pas de copilote) sur Fiat 131 Abarth;
- 1978 - Bernard Darniche (pas de copilote) sur Lancia Stratos HF;
- 1977 - Jacques Alméras (pas de copilote) sur Porsche 911;
- 1976 - Jean Claude Andruet (pas de copilote) sur Porsche 911[2]
- 1975 - Jean-Luc Thérier (pas de copilote) sur Alpine A310;
- 1974 - Jacques Henry (pas de copilote) sur Alpine A110 1800;
- 1973 - Jean-Luc Thérier (pas de copilote) sur Alpine A110 1600 "turbo";
- 1972 - Jean Claude Andruet / Biche Michèle Espinosi-Petit sur Alpine A110 1800 proto;
- 1971 - Bernard Fiorentino / Maurice Gélin sur Simca CG MC;
- 1970 - Jean Claude Andruet (pas de copilote) sur Alpine A110 1800 proto;

Antérieurement:
- 1969 -  Ignazio Giunti / ? , sur Alfa Romeo 33/2;
- 1968 - Jean-Claude Andruet, sur Alpine A110 1600 (grand Tourisme) & Casal, sur Alfa Romeo Giulia GTA (tourisme);
- 1967 - Jean-Charles Rolland / Gaby Augias, sur Alfa Romeo Giulia GTA;
- 1966 - Jean-Charles Rolland / Gaby Augias, sur Alfa Romeo Giulia TZ;
- 1961 - Jean Guichet / ?, sur Abarth 1000;
- 1959 - Jean-Charles  Rolland / Gaby Augias, sur Alfa Romeo Giulietta SVZ.